# Kirurgiskt stål
Kirurgiskt stål är en form av rostfritt stål och en legering av järn, kol, krom (12–20 %), molybden (0,2–3 %) och nickel (8–12 %). Kromet ger stålet egenskaper som förhindrar att metallen rostar eller får repor. Dessa egenskaper är viktiga när föremål ska desinficeras. Nicklet ger det rostfria stålet en mjuk och glänsande yta och molybdenet dess hårdhet och förmåga att behålla skarpa kanter, vilket är viktigt för kirurgiska instrument.
Ibland är dock immunsystemets reaktioner på nickel ett problem. Detta är ett ämne som stöts bort från kroppen och därför inte används som permanent implantat, då kroppen reagerar negativt och kan drabbas av inflammationer. Istället brukar titan användas till kroppsliga ingrepp.